# Fontaine-Fourches
Fontaine-Fourches is een gemeente in het Franse departement Seine-et-Marne (regio Île-de-France) en telt 509 inwoners (1999). De plaats maakt deel uit van het arrondissement Provins.

## Geografie
De oppervlakte van Fontaine-Fourches bedraagt 11,8 km², de bevolkingsdichtheid is 43,1 inwoners per km².
De onderstaande kaart toont de ligging van Fontaine-Fourches met de belangrijkste infrastructuur en aangrenzende gemeenten.

## Demografie
Onderstaande figuur toont het verloop van het inwonertal (bron: INSEE-tellingen).